# Renate Meinhof
Renate Meinhof (née le 24 janvier 1966 à Bergen en Rügen) est une journaliste allemande.

## Biographie
Renate Meinhof a grandi dans un presbytère protestant de l'île de Rügen. Ses ancêtres paternels ont été pasteurs pendant plusieurs générations. Selon elle, ses parents n'ont jamais accepté le régime de la République démocratique allemande et, enfant, elle avait déjà appris « qu'il y a plusieurs vérités et que défendre ses propres convictions peut faire mal ».
Après avoir passé l'Abitur au séminaire de Potsdam-Hermannswerder, elle a suivi un apprentissage de bibliothécaire à la Fédération des Églises protestantes de la RDA. Elle a ensuite commencé à étudier la théologie protestante à l´école protestante d´apprentissage des langues anciennes à Berlin-Est, cursus qu'elle a poursuivi après le changement politique en RDA en 1989-90 à Francfort-sur-le-Main et à l'Université théologique protestante à Berlin-Zehlendorf. Elle a terminé ses études à l'Université Humboldt de Berlin.
Après avoir fréquenté l'École allemande de journalisme de Munich, elle travaille à partir de 1996 dans l'équipe éditoriale de Tagesthemen sous la direction d'Ulrich Wickert à Hambourg. Depuis 1999, elle travaille à la rédaction du Süddeutsche Zeitung.
Renate Meinhof a reçu le Prix Sophie du Mecklembourg-Poméranie-Occidentale pour ses reportages en 2000, 2002 et 2004,.
En 2006, son livre sur l'entrée de l'Armée rouge au Mecklembourg a été publié sous le titre Le Journal de Maria Meinhof. Il s'agit d'un reportage historique basé sur les notes de sa grand-mère, que sa petite-fille a retrouvées dans le grenier six décennies plus tard. Ulrich Wickert a qualifié ce livre dans sa critique pour Die Zeit de « peinture à la Jérôme Bosch des jours de la chute ».
En 2008, elle a reçu le Prix du journalisme germano-polonais pour son reportage Le Monde merveilleux du pouvoir de lavage qui a été ensuite mis en images en 2009 par Hans-Christian Schmid.
En 2011, elle a reçu le Prix du journalisme féminin décerné par le magazine féminin Emma.
Renate Meinhof est mariée et a deux enfants.

## Livre
- Das Tagebuch der Maria Meinhof. April 1945 bis März 1946 in Pommern – Eine Spurensuche, Hoffmann und Campe, Hambourg, 2005  (ISBN 3-455-09425-2) (Taschenbuchausgabe: Rowohlt 2006).

## Vidéos en allemand
- 2019 : 30 Jahre Mauerfall - "An der Grenze haben meine Eltern geweint" (30 ans après la chute du mur. Mes parents ont pleuré à la frontière)
- 2021 : Renate Meinhof parle de son oncle pilote de bombardier abattu aux Pays-Bas et du travail de réconciliation du service funéraire néerlandais